# Mandejski jezik
Mandejski jezik (mandi, suvremeni mandejski, neomandejski, sabe’in, sabean, subbi; mandaean; ISO 639-3: mid), istočnoaramejski jezik Mandejaca kojim u suvremeno vrijeme govori oko 5 500 osoba na području Irana i Iraka. Etnička populacija znatno je veća 30 000 u Iraku (Bagdad i Basra) s 5 000 govornika i 23 000 u Iranu s 500 govornika u Khuzestanu. Ima ih i iseljenih u Australiji i SAD-u.
Govori se više dijalekata: ahvaski (ahwaz, ahvaz), šûštarski (shushtar), irački neomandejski. U Iraku etnički Mandejci sve više govore arapski jezik.

## Vanjske poveznice
- Ethnologue (15th)